# Pareutaenia arnaudi
Pareutaenia arnaudi är en skalbaggsart som beskrevs av Stephan von Breuning 1962. Pareutaenia arnaudi ingår i släktet Pareutaenia och familjen långhorningar.
Artens utbredningsområde är:
- Laos.
- Myanmar.

Inga underarter finns listade i Catalogue of Life.